# Нижньосілезьке воєводство
Нижньосіле́зьке воєво́дство (також Нижньошлезьке, Дольношлезьке, пол. Województwo dolnośląskie) — одиниця адміністративного поділу Польщі, одне з 16 воєводств, зі столицею у Вроцлаві. Утворене в 1999 році з територій попередніх воєводств: Вроцлавського, Легницького, Єленягурського, Валбжиського і частини Лешненського та Каліського. Розташоване в південно-західній частині Польщі, охоплює західну частину історичної Сілезії, або більшість Нижньої Сілезії, а також землі Клодзька, східної Верхньої Лужиці, і невелику частину історичної Саксонії (Богатиня і околиці).

## Історія
На початку XX сторіччя Нижня Сілезія мала в основному німецькомовне населення. Після Першої світової війни Верхня Сілезія була поділена між Німеччиною, Польщею, і Чехословаччиною, Нижня Сілезія залишилася в Німеччині. Прусська провінція Сілезія була реорганізована в провінції Нижня Сілезія і Верхня Сілезія.
Після кінця Другої світової війни частину Нижньої Сілезії на схід від Нейсе передали Польщі згідно з рішенням Потсдамської конференції в 1945. Німецьке і чеське населення було замінено на польське з областей анексованих Радянським Союзом.
З 1945—1975 Нижня Сілезія була підпорядкована Вроцлавському воєводству. У результаті реорганізації місцевого самоуправління 1975 року в Польщі утворили 49 воєводств, чотири з яких — у Нижній Сілезії: Єленьогурське, Легницьке, Валбжиське і Вроцлавське (1975—1998). У результаті реорганізації місцевого самоуправління 1998 ці воєводства 1 січня 1999 року увійшли до Нижньосілезького воєводства зі столицею у Вроцлаві.

## Географія
Станом на 1 січня 2014 року в площа воєводства становила 19 946,74 км², що складає 6,4 % поверхні Польщі.
Станом на 31 грудня 2012 року в Нижньосілезькому воєводстві ліси займають площу 591,3 тис. га, що становить 29,6 % поверхні воєводства. 9,7 тис. га лісу знаходиться тут в межах національних парків.

## Розташування
Нижньосілезьке воєводство межує:
- На заході — з Німеччиною (федеральна земля Вільна держава Саксонія).
- На півдні — з Чехією (Ліберецький, Красловоградецький, Пардубицький та Оломоуцький краї).
- На сході з Опольським воєводством,
- На північному сході — з Великопольським воєводством.
- На північному заході — з Любуським воєводством.

## Розташування фізичногеографічне
Нижньосілезьке воєводство включає фрагменти Середньоєвропейської рівнини (макро-регіони: Сілезько-Лужицька низовина, Південновеликопольська низовина, Міліцко-Глоговська низовина, Вал Требніцьки і Сілезька рівнина), а також Чеського масиву (макро-регіони: Передгір‘я Судецьке, Передгір‘я Західносудецьке, Західні Судети, Судети Центральні та Східні Судети).

## Розташування історичне
Територія Нижньосілезького воєводства включає в себе більшу частину Нижньої Сілезії, землі Клодзька, східну частину Верхньої Лужиці і невелику частину Саксонії.

## Топографія
В напрямку північ-південь воєводство простягнулося на 190 км, тобто на 1°42'31" в кутовому вимірі. В вимірі схід-захід протяжність воєводства становить 208 км, що в кутовому вимірі складає 2°58'40".
Рельєф поверхні території воєводства переважно низинний (середня висота 248,4 м над рівнем моря) — 74,7 % поверхні воєводства лежить нижче ніж 300 м, 0,5 % поверхні — вище 1000 м над рівнем моря.
Найвищою точкою воєводства є гора Снєжка — 1603 м над рівнем моря. Найнижчою точкою є дно долини Одеру в околиці Добжейовиць — 69 м.

## Водне господарство
Практично вся територія Нижньої Сілезії знаходиться в басейні річки Одри (98,866 % від площі воєводства), що належить до водозбору Балтійського моря. Інші частини території лежить в басейні Ельби (1,130 %), що належать до водозбору Північного моря і басейну річки Дунай (0,004 %), що належать водозбору Чорного моря.
Великі річки: Одра та її притоки Барич, Бобра з Квис, Бистриця, Качава, Ниса Клодська, Ниса Лужицька, Олава, Слєнжа і Відава.
Найбільшим озером є озеро Озеро Куницьке — 0,95 км ², включене до Поозер‘я Легницького. Найбільша штучна водойма — озеро Метковське створене в 1986 році на Бистриці — 9,29 км ². На північно-сходній частині воєводства знаходиться велике згромадження Ставів Міліцьких — приб. 77 квадратних кілометрів, серед яких Ян, Незгода, Рудий, Сонячний Верхньій став, став Слупицький Великий і найбільший став — Грабовниця — площею 2,83 квадратних кілометри.

## Клімат
Середньорічна температура в воєводстві становить 7,7 °C (з урахуванням тільки частини низовинної — до 300 м над рівнем моря температура піднімається до 8,2 °C). У найхолоднішому місяці (січень) середня температура становить -3,2 °C (у деяких низинах -2,9 °С), а в найтеплішому (липень) досягає 17,3 °C (17,9 °C). Середньорічна кількість опадів атмосфкрних становить 595,2 мм (568,9 мм на низовині). В самий сухий місяць (січень) сума опадів становить 30,0 мм (28,9 мм), у найвологіший (липень) досягає 82,0 мм (79,0 мм). Середньорічний темп сухості 0,8 для всього воєводства, і частини низовинної 0,7.

## Природні ресурси

### Поверхневі корисні копалини
Нижньосілезьке воєводство є одним з найбагатших на мінеральні корисні копалини регіонів Польщі. Традиція шахтарська сягає початку ХІІ століття. Більшість відомих в країні типів корисних копалин знаходиться тут, що пов'язане з різноманітною геологією Судетів та їх передгір‘їв. Корисні копалини воєводства поділяються на: енергетичні, металургійні, хімічні і гірські.

### Енергетичні корисні копалини
Невеликі родовища природного газу експлуатуються в регіоні Гура — Жмигруд — Міліч, поклади кам‘яного вугілля розташовані в Нижньосілезькому вугільному басейні, який перестав експлуатуватись в 2000 році, у той час родовища бурого вугілля розташовані в західній частині регіону, і нині експлуатуються тільки у вугільній шахті Туров.

### Металеві корисні копалини
З задокументованих 14 родовищ міді видобуток руд здійснюється в 6 з них у Легніцько-Глоговському мідному округу. Нікелеві руди видобуваються в околицях Зомбковіц Сілезьких і практично вичерпуються, а останні поклади перестали експлуатуватись в 1983 році. Золото в Польщі були розвідано тільки в Нижній Сілезії в безпосередній близькості від Золотого Стоку, Львувка Сілезького, Злоториї і Легніца. Нині концентрації золота мають мінімальне економічне значення. Арсен (Миш'як) в безпосередній близькості від Золотого Стоку припинено видобувати в 1960 році. Руди олова в Ізерських горах через погану якість руди зараз не експлуатуються.

### Хімічні копалини
Барити і флюорити тепер не видобуваються, останні шахти цих мінералів закриті в кінці 90-х років. Поклади гіпсу і ангідриту задокументовані в околицях від Львувка Сілезького і Болеславця та нині видобуваються у двох шахтах. Єдиний задокументований поклад галиту є в Сірожовичах.

### Скальні корисні копалини
Сьогодні експлуатуються на потреби промисловості і дорожнього будівництва, магматичні глибинні породи (гранітоїди, габро) і вулканічні (базальт, порфір, мелафіри), осадові породи (пісковик, вапняки і доломіт) і метаморфічні породи (гнейси, амфіболіти, серпентініти, мармур). Тільки в Нижній Сілезії експлуатуються модульні граніти, сієніти, габро, мелафіри, амфіболіти, серпентиніти, мармур доломітові.
Гранітоїди видобуваються в масивах Стшегомському, Стжелінському, Карконоському і зоні Немче. Виступи габро знаходиться недалеко Соботкі, Брашовіц і на Новій Руді.

## Адміністрація і політика

### Місцеве самоврядування
Законодавчим органом Нижньосілезького воєводства є сеймик Нижньосілезького воєводства, до складу якого входить 36 депутатів. Сеймик обирає виконавчий орган воєводства, яким є уряд воєводства, що складається з п'яти членів включно з їхнім очільником — маршалком. Місцем розташування сеймику є місто Вроцлав.
Маршалки Нижньосілезького воєводства
| N | Маршалок воєводства(партія)        | Термін урядування (поч.) | Термін урядування (кін.) |
| - | ---------------------------------- | ------------------------ | ------------------------ |
| 1 | Ян Вашкевич (Jan Waszkiewicz; AWS) | 1.01.1999                | 2001                     |
| 2 | Emilian Stańczyszyn (UW)           | 2001                     | 2003                     |
| 3 | Henryk Gołębiewski (SLD)           | 31.01.2003               | 25.08.2004               |
| 4 | Paweł Wróblewski (PiS)             | 25.08.2004               | 7.12.2006                |
| 5 | Andrzej Łoś (PO)                   | 7.12.2006                | 3.03.2008                |
| 6 | Marek Łapiński (PO)                | 3.03.2008                | 1.12.2010                |
| 7 | Rafał Jurkowlaniec (PO)            | 1.12.2010                | 12.02.2014               |
| 8 | Cezary Przybylski (PO, BS)         | 13.02.2014               | —                        |

Органом урядової адміністрації є воєвода Нижньої Сілезії, який призначається прем'єр-міністром. Місцем розташування воєводи є Вроцлав, діють також три відділення в Єленяй Гурі, Лєгніци і Ольбжигу.

## Економіка
У 2012 році валовий внутрішнього продукт Нижньосілезького воєводства склав 138 300 000 000 злотих, що складало 8,2 % від ВВП Польщі. Валовий внутрішній продукт на одного жителя склав 47 400 злотих (113,1 % від середньому по країні), що дало Нижньосілезькому воєводству друге місце в порівнянні з іншими регіонами. За даними Євростату, у 2009 році ВВП на одного мешканця Нижньосілезького воєводства, у відповідності зі стандартним паритетом купівельної спроможності склав 61,9 % від середнього ВВП в країнах Європейського Союзу. У той час як ВВП воєводства без доданої вартості у 2009 році склав 37,9 % від середнього ВВП ЄС (8900 євро на душу населення порівняно зі середньому по ЄС 23 500 євро).
У 2010 році проданої продукції промисловості в Нижньосілезькому воєводстві склав 89,3 млрд злотих, на частку яких припадає 9,1 % польської промисловості. Продаж продукції будівельної та монтажної в злотих у Нижньосілезькому воєводстві склав 13,0 млрд злотих, що склало 8,1 % від загальнопольських продажів.
Середньомісячна заробітна плата на душу населення в Нижньосілезькому воєводстві в 3-му кварталі 2011 року склала 3584,44 злотих брутто, що вивело воєводство на четверте місце по відношенню до всіх регіонів.
У кінці березня 2012 року кількість зареєстрованих безробітних становила близько 156,9 тис. мешканців, рівень безробіття становив 13,4 % серед активного населення, у кінці січня 2014 року, рівень безробіття склав 13,8 %, а в кінці жовтня 2014 — 10,6 %.

## Туризм
Найбільше місто Вроцлав — столиця воєводства та історичної Сілезії. В місті знаходиться Зал Сторіччя, внесений в список ЮНЕСКО і визнаний як історична пам'ятка історичний центр Вроцлава, і багатьох інших визначних пам'яток, таких як: Рацлавицька панорама, Вроцлавський фонтан, Японський сад, найстаріший і найбільший у Польщі зоопарк, Ботанічний сад.
До списку ЮНЕСКО також вписані Церкви миру у Свидниці та Яворі.
Воєводство славиться дуже великою кількістю замків і палаців (Замок «Князь»).
У Нижньосілезькому воєводстві знаходиться найбільше курортів у Польщі.
Дуже часто відвідується туристами гора Печерний ведмідь у масиві Снежка. Також доволі популярним серед туристів є Міличцькі ставки.

## Міста з населенням понад 40 000 мешканців(2008)
| Місто       | Населення | Площа  | Густота |
| ----------- | --------- | ------ | ------- |
| Вроцлав     | 632 930   | 292,82 | 2161    |
| Валбжих     | 123 635   | 84,7   | 1460    |
| Легниця     | 104 754   | 56,29  | 1861    |
| Єленя-Ґура  | 85 782    | 109,22 | 785     |
| Любін       | 75 681    | 40,77  | 1856    |
| Глогув      | 68 297    | 35,11  | 1945    |
| Свідниця    | 59 998    | 21,76  | 2757    |
| Болеславець | 40 384    | 23,57  | 1713    |

## Галерея

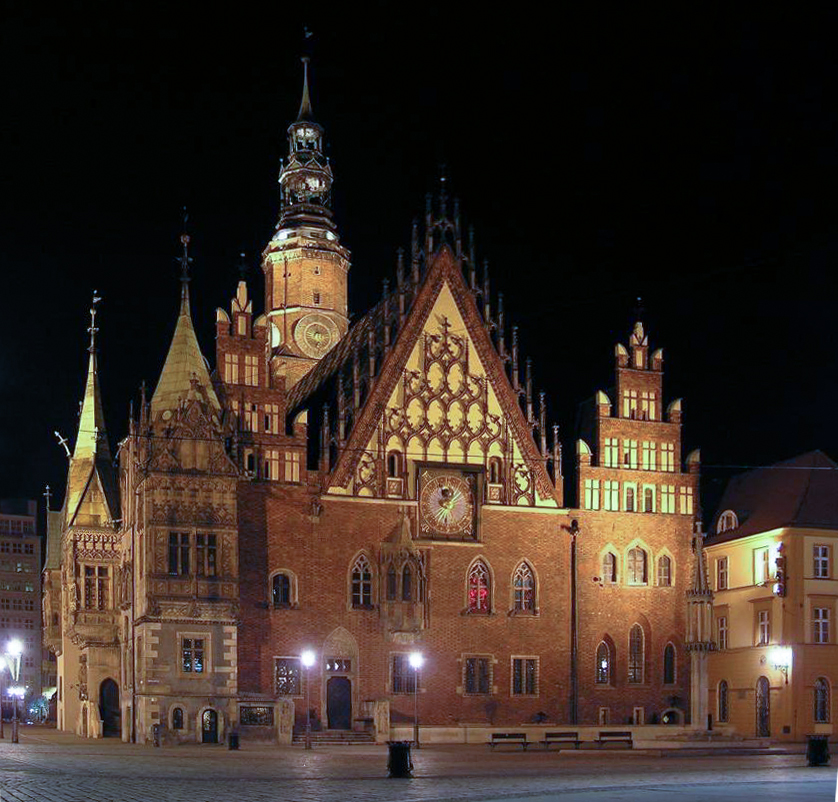
Вроцлавська ратуша
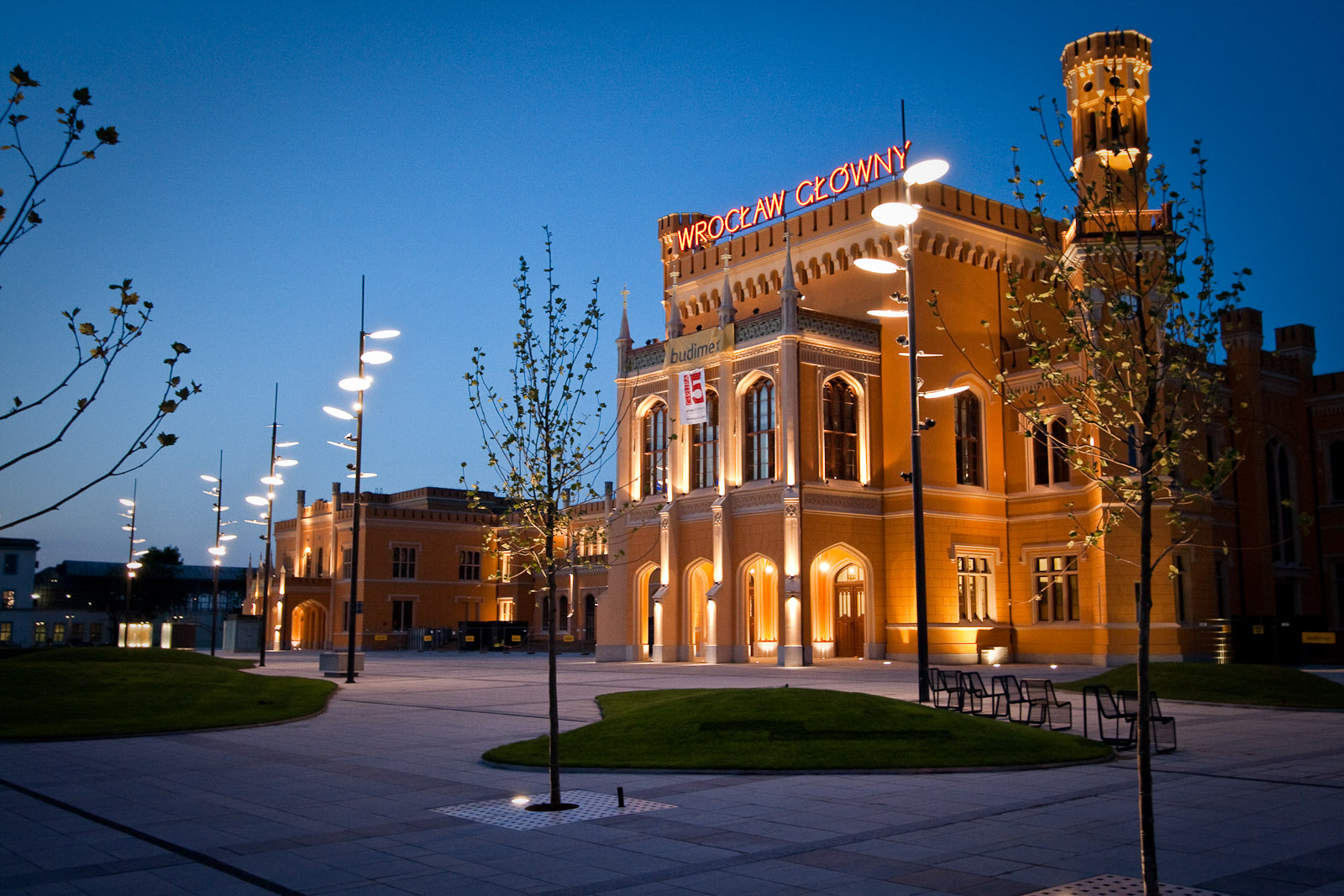
Вроцлавський вокзал — головний логістичний хаб
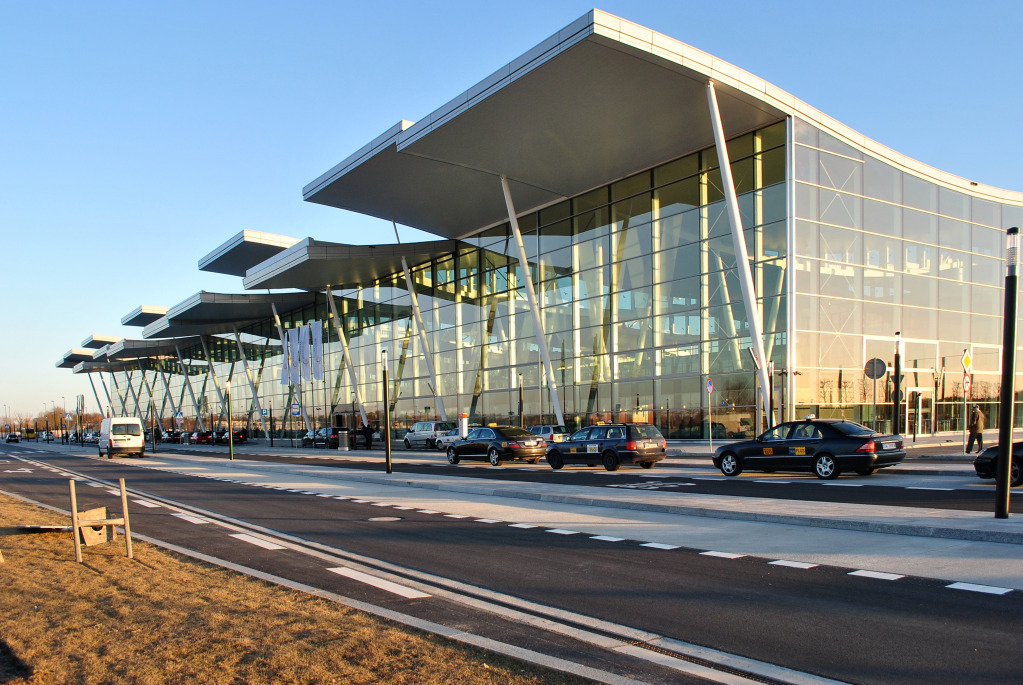
Вроцлавський аеропорт імені Коперника
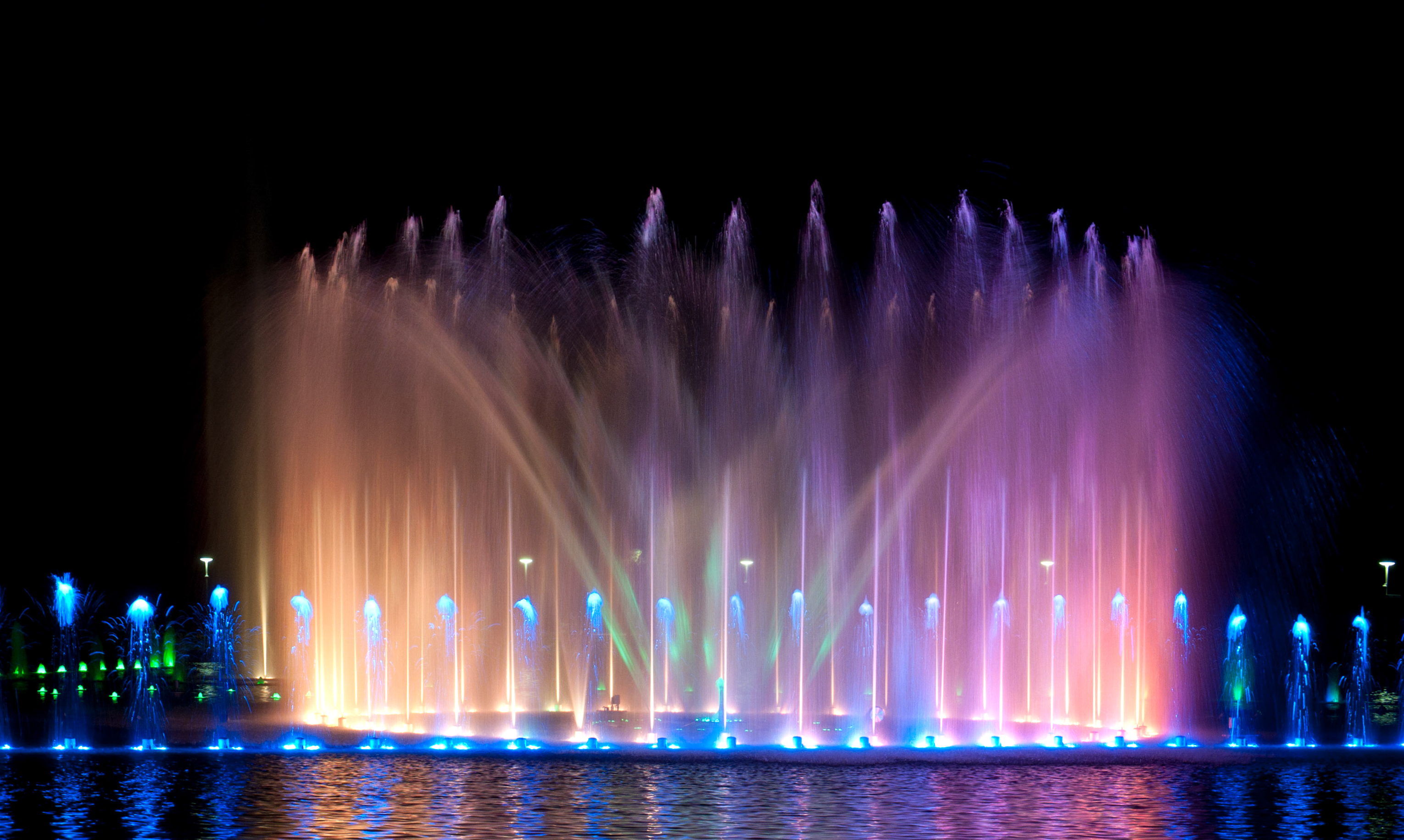
Вроцлавський фонтан
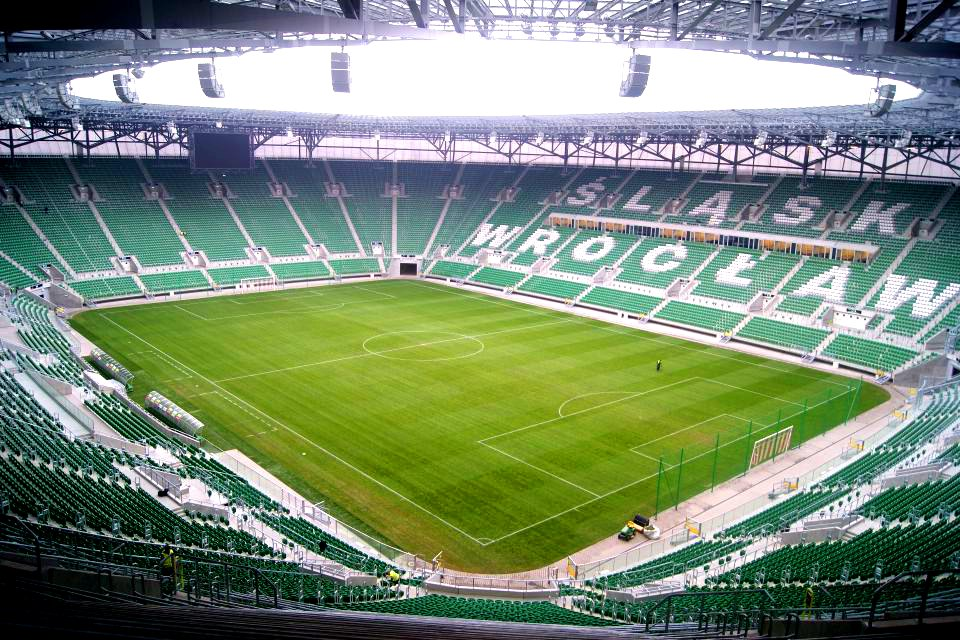
Вроцлавський стадіон
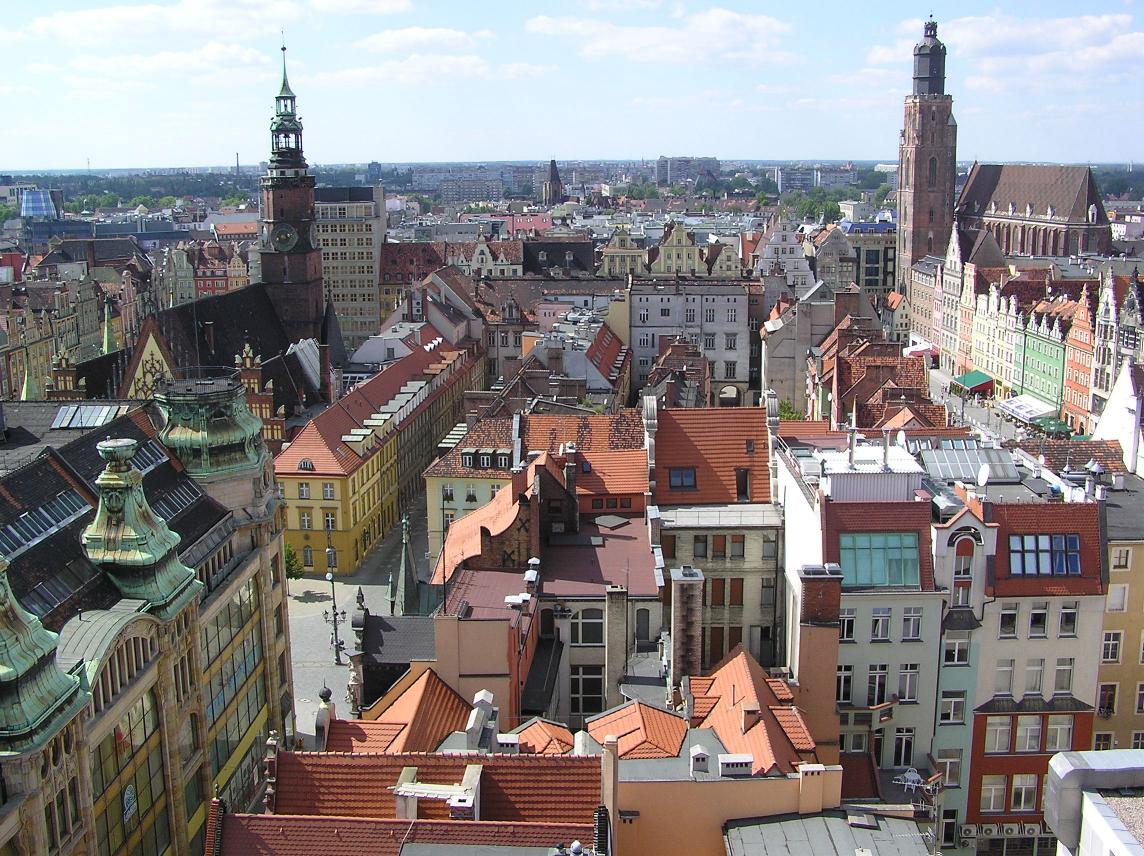
Вроцлав — столиця Нижньої Сілезії
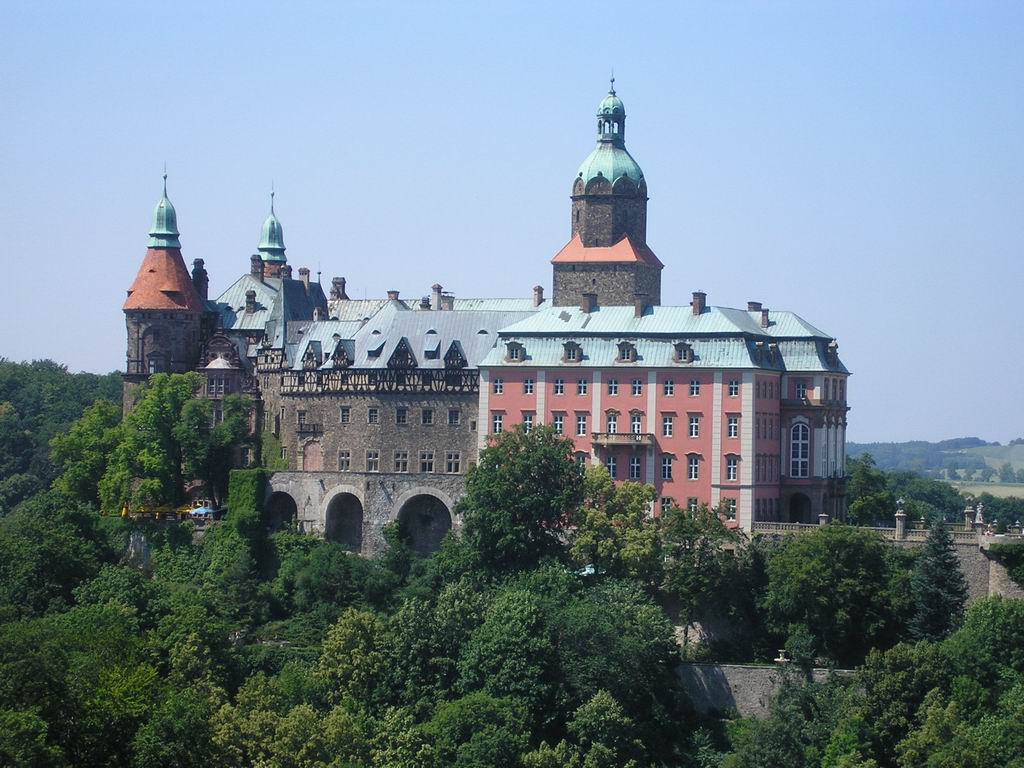
Замок Князь під Валбжихом
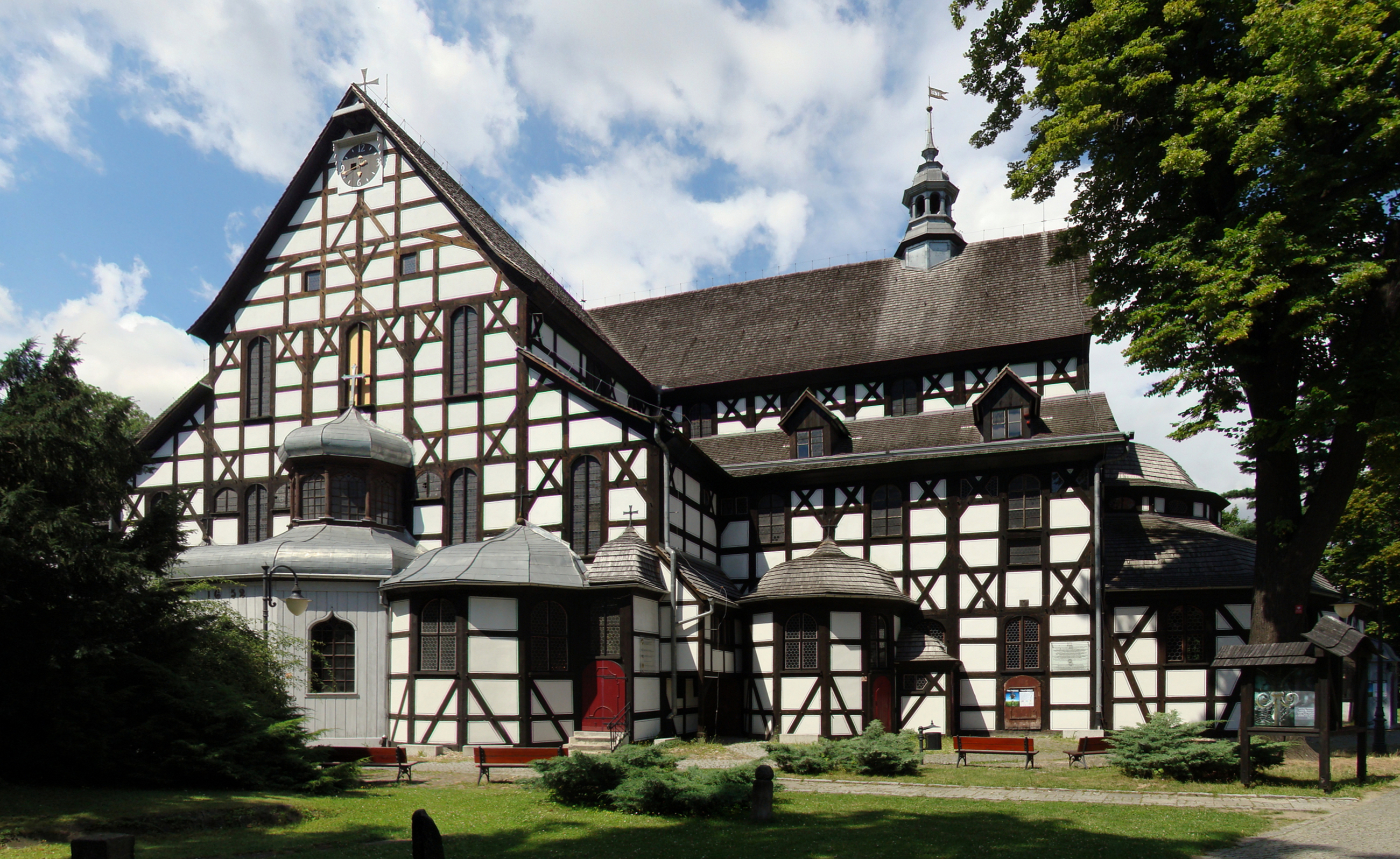
Церкви миру у Свідниці — об'єкти ЮНЕСКО
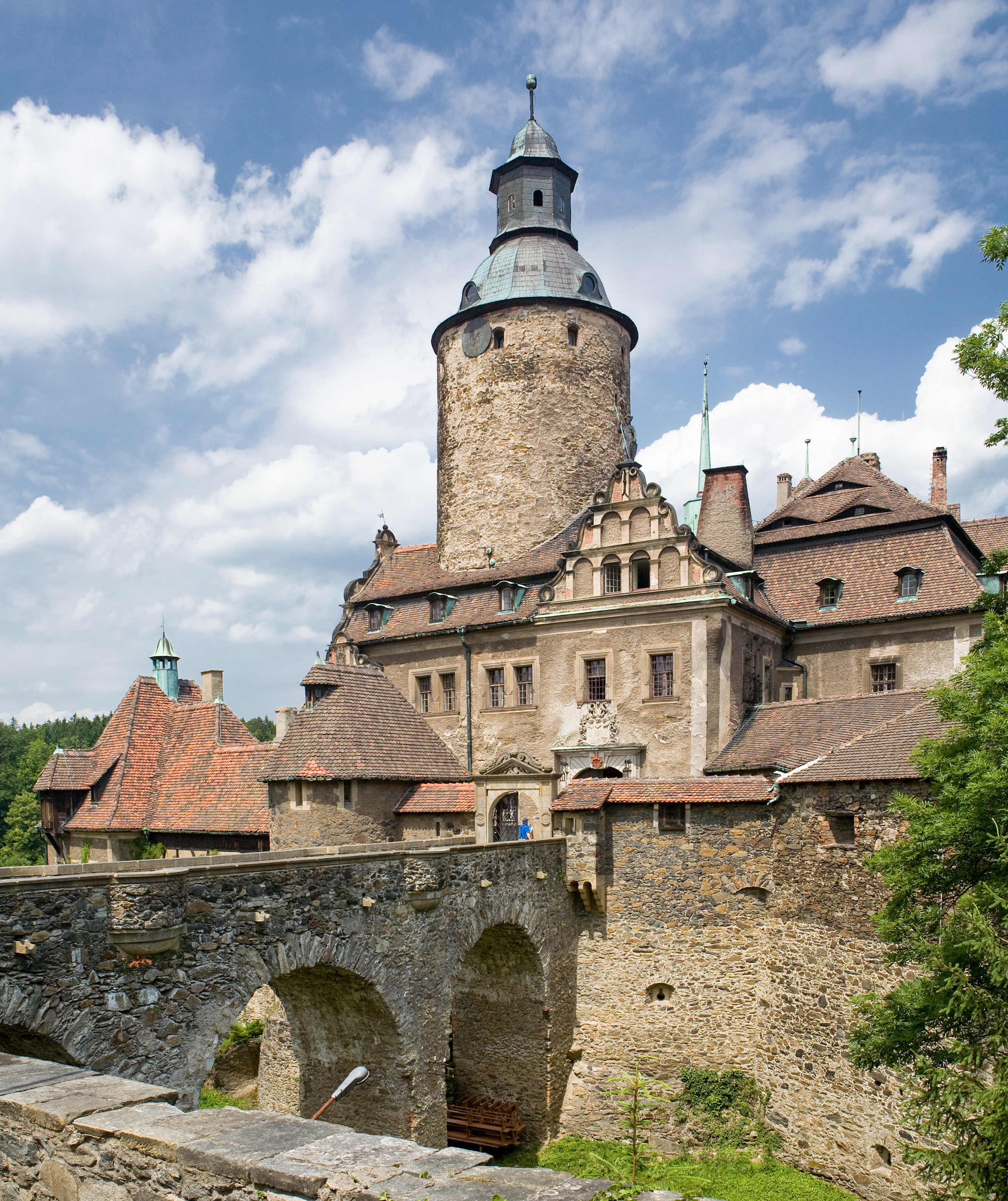
Замок Чоха
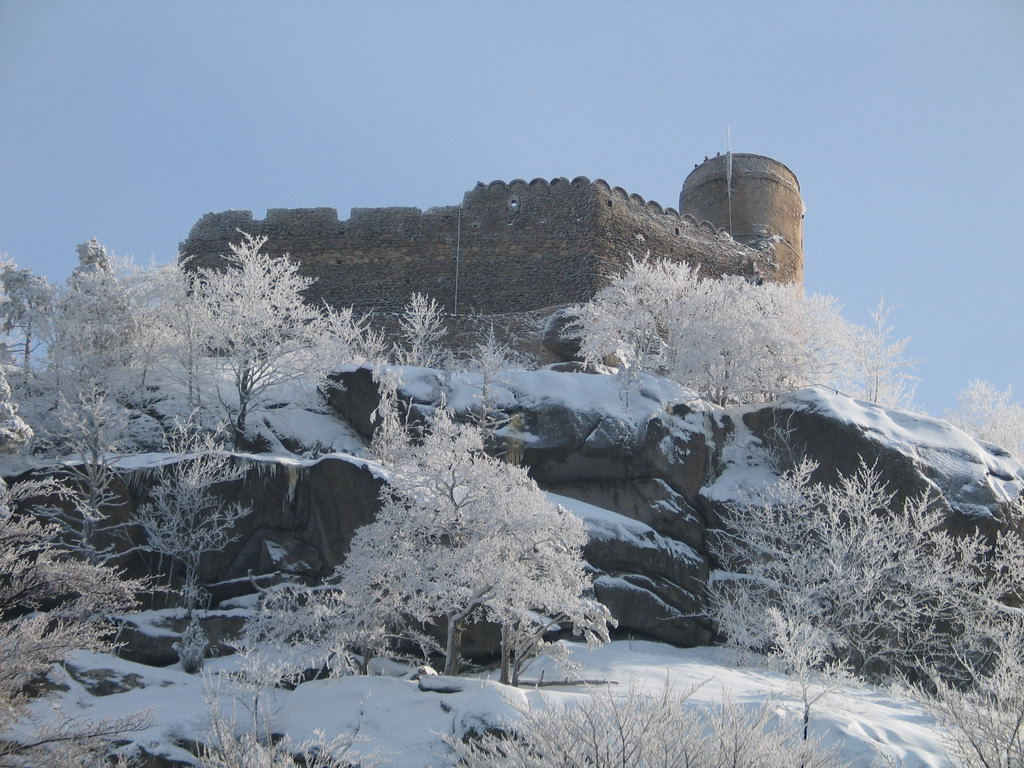
Замок Хойник